# ADI Bumble Bee
Pour les articles homonymes, voir Bumblebee.
Le Bumble Bee est un autogire ultra-léger dont le premier vol remonte à 1983.
Il a été dessiné par Martin Hollmann, fondateur d'Aircraft Designs Inc après que la blessure occasionnée par l’accident du ADI Condor ne lui ait plus permis d’utiliser son ADI Sportster : il ne pouvait plus soulever le rotor. Entrainé par un moteur Rotax de 40 ch, le Bumble Bee dispose d’un pré-entrainement qui lance le rotor à 300 tr/min, ce qui permet de décoller en 70 m. La structure est en aluminium boulonné. Les plans sont commercialisés (250 U$ en 2006) par ADI. De nombreux appareils sont dérivés du Bumble Bee, comme les StarBee Gyro Bee et Gyrotech Honey Bee.